# Mitosoma
Un mitosoma és un orgànul trobat en alguns organismes eucariotes unicel·lulars. És un orgànul que no va ser trobat i descrit fins al 1999 i la seva funció encara no ha estat caracteritzada bé del tot.
Els mitosomes només s'han detectat en organismes anaeròbics o microaerofílics que no tenen mitocondris. Aquests organismes no tenen la capacitat d'obtenir energia dels processos d'oxidació característics dels mitocondris. El primer cop que va ser descrit va ser en l'Entamoeba histolytica, un paràsit intestinal en humans. Més tard han estat identificats en diverses espècies de microsporidis i en la Giardia intestinalis.
Els mitosomes són amb molta certesa derivats dels mitocondris. Com els mitocondris tenen una membrana de doble paret i les proteïnes hi són dutes per un pèptid senyal prou semblant a l'emprat pels mitocondris, com per què la forma mitocondrial del senyal funcioni per als mitosomes. S'ha pogut demostrar que una sèrie de proteïnes que els formen estan estretament emparentades amb les que constitueixen els mitocondris.
A diferència dels mitocondris, però, no contenen material genètic. Els gens per als components mitosomals estan continguts en el genoma nuclear. Una investigació primerenca va suggerir la presència d'ADN en l'orgànul, però estudis posteriors varen mostrar que això no és així.